# Jane Dillon
Jane Dillon (Manchester, Regne Unit, 1943) és una dissenyadora britànica. Va estudiar disseny d'interiors al Manchester College of Art i disseny de mobles al Royal College of Arts de Londres. Treballa per a Knoll International i a finals dels anys seixanta es trasllada a Itàlia on treballarà a l'equip d'Olivetti dirigit per Ettore Sottsass. Entre el 1971 i el 1972 treballa a Conran de Londres i assessora empreses internacionals com Casas o ICF als Estats Units. Posteriorment crea amb el seu marit, Charles Dillon, un estudi de disseny a Londres. Durant un temps la seva feina se centra en l'assessoria a diferents empreses i en el disseny en els camps de la il·luminació i el mobiliari d'oficina. El 1985 inicia la seva col·laboració amb Floris van den Broecke i Peter Wheeler amb els qui funda un estudi de disseny. Compagina la seva activitat professional amb la docència al Royal College of Art de Londres, al Middlesex Polytechnic o al Glasgow School of Art. És també membre del Design Council britànic. Entre els seus dissenys podem destacar el llum de suspensió Cometa (1980), realitzat amb la col·laboració de Charles Dillon, i el sofà de mòduls Multipla (1999), dissenyat amb Peter Wheeler.